# Premio letterario Casentino
Il Premio Casentino è un premio letterario italiano che viene assegnato a opere edite e inedite di narrativa, saggistica e poesia.

## Storia
Il Premio Casentino, uno dei più antichi premi letterari italiani, fu istituito negli anni quaranta da Carlo Emilio Gadda, Nicola Lisi e Carlo Coccioli. La seconda guerra mondiale ne pregiudicò il percorso, che riprese trent'anni più tardi sotto la gestione del Centro Culturale Michelangelo e poi del Centro Culturale Fonte Aretusa. 
Contestualmente al Premio, vengono assegnati i Premi d’onore Casentino per la poesia, la narrativa, la saggistica, il giornalismo, l’economia e la medicina a importanti personalità del mondo culturale e scientifico.
Negli ultimi anni, la giuria del Casentino risulta presieduta da Silvio Ramat, Marino Biondi e Cristiana Vettori.

## Ammissione
Nella sezione edita, sono ammesse opere di poesia, narrativa e saggistica regolarmente in commercio nel periodo di tempo stabilito dal bando. Nella sezione inedita, viene aggiunta la categoria di narrativa per ragazzi. 
I Premi d'onore Casentino vengono direttamente attribuiti dalla giuria.

## Regolamento
Ciascuna giuria, per ogni sezione, vota le opere finaliste e quelle vincitrici. Oltre ai giurati, è presente una segretaria con diritto di voto. 
La cerimonia di premiazione si svolge nel mese di luglio nell'Abbazia di San Fedele in Poppi, provincia di Arezzo.

## Premi d'onore Casentino
- U. Fasolo
- Luciano Luisi
- M. Vannucci
- G. Favero
- Giovanni Spadolini
- Vittorio Sereni
- Giorgio Caproni
- F. Compagna
- Maria Luisa Spaziani
- Antonio Spinosa
- Fausto Gianfranceschi
- Mario Luzi
- Susanna Agnelli
- G. Giovannini
- Indro Montanelli
- Geno Pampaloni
- Piero Bigongiari
- G. Fava
- Nino Manfredi
- Cesare Marchi
- Attilio Bertolucci
- E. Melorio
- A. Palmisano
- Sandro Pertini
- Giuseppe Antonelli
- Luigi Locatelli
- Chiara Lubich
- Alessandro Parronchi
- E. Rossi
- Nuccio Fava
- Nelo Risi
- Saverio Strati
- Emmanuele Milano
- Michele Prisco
- Silvio Ramat
- Maurizio Cucchi
- Gabriele La Porta
- Alberto La Volpe
- Roberto Sanesi
- Ferruccio Ulivi
- G. Bartolomei
- E. Fabiani
- Giorgio Saviane
- Elio Filippo Accrocca
- L. Piccioni
- Giuseppe Santaniello
- Bartolomeo Sorge
- Giuliano Scabia
- Francesco Tentori
- Rodolfo Doni
- Vittorio Feltri
- G. Scalise
- Gesualdo Bufalino
- Don Angelo Tafi
- F. Cicognani
- C. Villa
- Nicola Crocetti
- Paride Brunetti
- Vittorio Vettori
- Franco Zeffirelli
- G. Nocentini
- Emmanuel Milingo
- M. Torrealta
- Umberto Cecchi
- G. Neri
- Giuseppe Pontiggia
- Carlo Bo
- Roberto Carifi
- Luigi Testaferrata
- Paolo Savona
- Emilio Fede
- Cosimo Ceccuti
- Mario Cervi
- Franco Loi
- M. G. Pagani Milloni
- Cesare Romiti
- M. Boschi
- Marcello Pera
- Piero Barucci
- Antonio Baldassarre
- M. Torelli
- A. Zucchi
- D. Andreani
- M. Baldassarri
- I. Cipolletta
- S. Squarcialupi
- F. M. Frabotta
- M. Griffo
- Leonardo Pinzauti
- M. Formigoni
- Don Lorenzo Russo
- Francesca Sanvitale
- Maura Del Serra
- Fiamma Nirenstein
- Lilli Gruber
- Francesca Duranti
- Sirio Guerrieri
- V. Citterich
- V. Di Carlo
- M. Messori
- S. Moravia
- E. Pecora
- C. Benedettini
- G. Dolci
- J. Levi
- G. Rey
- G. Sirchia
- Mario Biondi
- G. De Rita
- D. Massaro
- G. Tarro
- A. Anedda
- A. Benedetti
- M. Galeotti
- M. Mancini
- G. Baracchi
- E. Biagini
- R. Di Pietro
- A. Giordano
- G. Basagni
- Giordano Bruno Guerri
- G. Nuzzi
- P. G. Pelicci
- Dario Antiseri
- A. Bucci
- Stefano Folli
- I. Gaudiosi
- C. Santori
- A. Vercelli
- M. Bettarini
- A. Camagni
- I. Fonnesu
- Oscar Giannino
- G. Maira
- V. Mercati
- G. Cerulli
- Brunello Cucinelli
- S. Fadda
- M. R. Gianni
- Mario Orfeo
- R. Tommasi
- P. Alessandrini
- Oscar Farinetti
- Peter Gomez
- Riccardo Illy
- A. Mazziotti
- M. Stirpe
- A. Vettori
- P. De Robertis
- A. Mansi
- M. Ripani
- G. Roma
- Andrea Scanzi
- C. Trigilia
- Marco Vichi